# Tíz alkalom (Így jártam anyátokkal)
A Tíz alkalom az Így jártam anyátokkal című televízió-sorozat harmadik évadának tizenharmadik epizódja. Eredetileg 2008. március 24-én vetítették, míg Magyarországon 2008. december 19-én.
Ebben az epizódban Ted megkísérli elhívni randira a bőrgyógyászát. Stellát, amihez ki kell várnia tíz kezelési alkalmat, az orvos-páciens kapcsolat miatt. 

## Cselekmény
Ted már egy ideje bőrgyógyászhoz jár, a csinos Dr. Stella Zinmanhez, a "kurvarrat" eltávolítása miatt. Megtetszik neki, és ezért moziba hívja – csak ott veszi észre, hogy a barátnői is eljöttek, mivel az orvos és a betege közti kapcsolatot tiltja az orvosi kamara, és ezért ez nem lehet egy randi. A következő alkalommal Ted ezt elfogadja, azzal, hogy a tizedik kezelés után ismét elhívja, de egy igazi randira, amire Stella már most nemet mond. Ted nem adja fel, noha az első öt alkalom után Stella még mindig nemet mond. Úgy véli, hogy ha a recepciósával, Abbyvel kedvesebb lesz, az majd Stella szívét is meglágyítja – ezzel azonban csak azt éri el, hogy Abby beleszeret. Ha ez nem lenne elég, jól leég, amikor egy olyan könyvvel próbál bevágódni Stellánál, amiről azt hitte, hogy a nő olvasta, holott azt egy páciense hozta, és utálja.
Robin azt tanácsolja Tednek, hogy hagyja Stellát és inkább jöjjön össze Abbyvel. Barney egyetért, ugyanis állítása szerint ő is bejelentkezett vizsgálatra, és megtudta, hogy Stellának csak a bajszos férfiak tetszenek. Ted bajuszt növeszt és úgy próbálkozik, mire kiderül, hogy csak átverés volt az egész, ugyanis Barney fogadott 10 dollárban. Ted már majdnem feladná, de Lily bátorítja, mert Marshall korábban ugyanúgy volt nála vizsgálaton (hogy megnézze magának), és Stella elszólta magát, hogy tetszik neki Ted. Ennek hatására Ted az utolsó alkalommal elhívja őt randizni, de ismét elutasítja, mert van egy lánya, és mellette nem jut ideje erre.
Ted rájön, hogy igazából nem mondott nemet, csak azt, hogy nincs ideje randizni, ezért elhatározza, hogy leszervez egy "kétperces randit": vacsorával, filmmel, és a végén egy csókkal. Amikor később Ted virágot akar vinni Stellának, Abby azt hiszi, hogy Ted neki hozta, és üldözőbe veszi. Abby a bánatát Barneynak önti ki, aki kihasználja a helyzetet.

## Kontinuitás
- A "Villásreggeli" című részben Ted rámutat, hogy Barney mindig a 83-as számot használja, ha valamilyen statisztikai adatot használ. Ebben a részben Barney azt állítja, hogy egy nő 8,3 másodperc alatt eldönti, hogy lefekszik-e egy férfival.
- Ted a tetoválását a "Most figyelj!" című részben szedte össze.
- Az epizód eseményei idején játszódik "A platinaszabály" című rész is.
- Ranjit, aki eddig limuzint vezetett, ebben a részben mint taxisofőr tér vissza.

## Jövőbeli utalások
- A "Kiárusítás" című részből kiderül, hogy Abby szabotálja Barney szexuális életét azért, ami az epizód végén történt.
- Barney azt mondja, hogy a zsonglődködés béna, ezzel szemben "Az alteregók" és "A ló túloldalán" című epizódokban ő is ezt csinálja.

## Érdekességek
- Ted magát a "Stairway To Heaven" című számhoz hasonlítja, amire Robin azt mondja, hogy Roger Daltrey forog a sírjában. Ő viszont a The Who énekese, és az epizód idején még nem is halt meg.
- Lily körmei folyamatosan nőnek az epizód során, mert megfogadja, hogy nem rágja őket.
- Ted azt mondja, hogy nagy a fájdalomtűrő képessége, előző este is megnézte minden idők legrosszabb filmjét. Stella megkérdezi, hogy a "9-es terv az űrből"-t, mire Ted azt válaszolja, hogy a "Manos: A sors keze" címűt. Valóban mindkét filmet a valaha volt legrosszabbak közt tartják nyilván.
- Az epizódban Britney Spears által viselt ruhákat később elárverezték.
- Stella megkérdi Tedtől, hogy a jövőben esetleg lesz-e egy delfines tetoválás a bokáján. A Lilyt játszó Alyson Hannigannek valóban van egy.
- Josh Radnor egy 2014-es riportban elmondta, hogy a kedvenc Ted Mosby-pillanata a kétperces randi volt.

## Vendégszereplők
- Sarah Chalke – Stella Zinman
- Britney Spears – Abby
- Marshall Manesh – Ranjit
- Charlene Amoia – Wendy

## Zene
- Big Star – Thirteen

## Fordítás
- Ez a szócikk részben vagy egészben  a   Ten Sessions című angol Wikipédia-szócikk ezen változatának fordításán alapul.  Az eredeti cikk szerkesztőit annak laptörténete sorolja fel. Ez a jelzés csupán a megfogalmazás eredetét és a szerzői jogokat jelzi, nem szolgál a cikkben szereplő információk forrásmegjelöléseként.